# Guillaume Gille

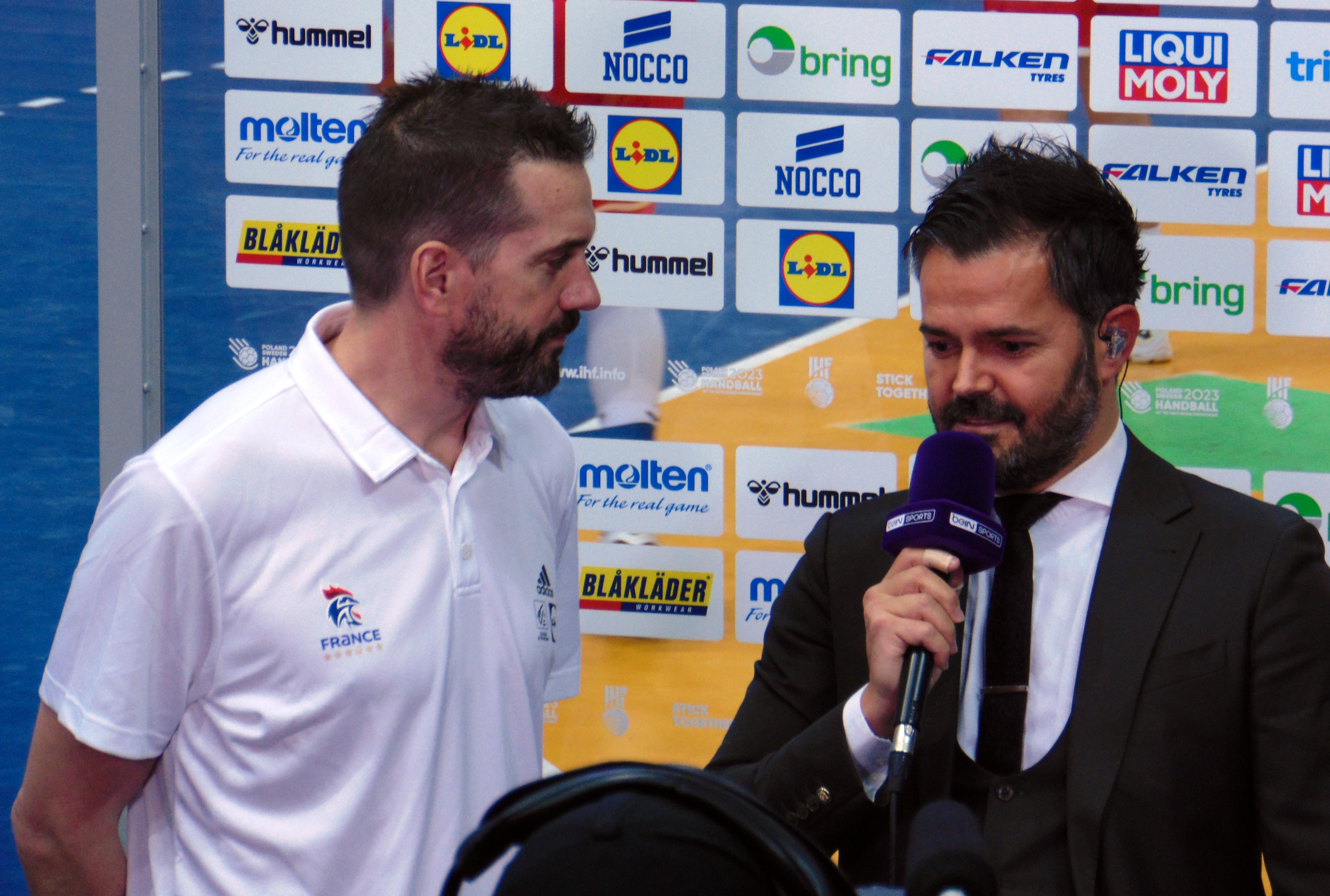
Guillaume Gille (till vänster), 2023.

Guillaume Gille, född 12 juli 1976 i Valence, Drôme, är en fransk handbollstränare och tidigare handbollsspelare (mittnia). Han spelade 308 landskamper för Frankrikes landslag och var länge lagkapten i HSV Hamburg. Han är äldre bror till Bertrand Gille.
Sedan 2020 är Guillaume Gille förbundskapten för Frankrikes herrlandslag, och var därmed med och tog OS-guld i Tokyo 2021.

## Klubbar
- HBC Loriol (1984–1996)
- SO Chambéry (1996–2002)
- HSV Hamburg (2002–2012)
- Chambéry Savoie HB (2012–2014)